# Drenge
Drenge é um filme de drama dinamarquês de 1977 dirigido e escrito por Nils Malmros e Frederick Cryer. Foi selecionado como representante da Dinamarca à edição do Oscar 1978, organizada pela Academia de Artes e Ciências Cinematográficas.

## Elenco
- Mads Ole Erhardsen - Ole som 5-årig
- Jesper Hede - Kresten
- Mette Marie Hede - Mette
- Lone Rode - Oles mor
- Poul Clemmensen - Oles far
- Lotte Hermann - Tanten